# 스쿠데리아 카메론 글리켄하우스
스쿠데리아 카메론 글리켄하우스(영어: Scuderia Cameron Glickenhaus)는 미국의 스포츠카 제조 회사로 본사는 뉴욕주 슬리피홀로에 위치해 있다. 대표 모델은 뉘르부르크링 24시을 비롯한 다양한 대회에 출전했던 스쿠데리아 카메론 글리켄하우스 SCG 003 모델과 2021년 르망 하이퍼카에 출전했던 글리켄하우스 SCG 007 LMH 모델이 있다.

## 역사
2004년에 미국의 영화 감독이자 미국의 금융가인 제임스 글리켄하우스가 뉴욕에서 회사를 설립했다. 뉘르부르크링 24시 출전을 위해 저용량 고성능 레이싱카 개발에 착수했다. 프로팀 창설 초기에 페라리 차체를 이용해 대회에 참여했다.
2010년에 페라리 P4/5 피닌파리나 모델을 특별 주문과 동시에 2012년 9월 레이싱카 차량 개발이 착수에 들어갔다. 2014년 12월에 프로토타입 차량이 시운전에 착수했고, 2015년에 최초 모델인 SCG 003 레이싱카 모델과 하이퍼카 모델이 동시에 출시되었다.
한편 두 모델의 생산을 위해 이탈리아의 스포츠카 기업인 MAT와 협력해 토리노 공장을 임대했다. 2017년에 SCG 004S 모델 출시를 계획했고, 2020년에 SCG 004C 모델이 출시되었다.
같은 해 최초로 오프로드 차량인 스쿠데리아 카메론 글리켄하우스 SCG 부트 차량 모델이 출시되었다. 르망 하이퍼카 출전을 위해 2021년에 SCG 007 모델이 출시되었고 향후에 파생형 모델이 출시될 예정이다.

## 주요 차종
- 스쿠데리아 카메론 글리켄하우스 SCG 003[15]
- 스쿠데리아 카메론 글리켄하우스 SCG 004[16]
- 스쿠데리아 카메론 글리켄하우스 SCG 부트[17]
- 글리켄하우스 SCG 007 LMH[18]
- SCG 008 키트카[19]